# Улица Зои и Александра Космодемьянских
У́лица Зо́и и Алекса́ндра Космодемья́нских — улица на севере Москвы в Войковском районе и районе Коптево Северного административного округа между Ленинградским шоссе и Большой Академической улицей.
Здесь расположен Коптевский районный суд.

## Происхождение названия
Улица была названа 9 мая 1960 года в честь Героев Советского Союза Зои и Александра Космодемьянских.
Здесь находится школа, в которой они учились, во дворе которой в 1981 году установлен памятник Зое и Александру Космодемьянским. Старое здание школы № 201.
Старые названия: Новоподмосковная улица (1950—1960-е годы) по своему расположению невдалеке от железнодорожной станции Подмосковная; и Александровский проезд, по фамилии местного домовладельца.
От улицы строго перпендикулярно ей в обе стороны расходятся восемь Новоподмосковных переулков, семь из которых сохранили свои названия — 1-й — 6-й и 8-й Новоподмосковный переулок. 7-й Новоподмосковный переулок после строительства ЦИТО был переименован в улицу Приорова в 1964 году.

## Здания
Всего: 74 дома. Максимальный номер дома: 42. Дома:

### По нечётной стороне
- № 23 — здание кинотеатра «Рассвет». Построено по типовому проекту архитекторов Е. Гильмана, Ф. Новикова, И. Покровского, инженера М. Кривицкого. По этому же проекту построены кинотеатры на Ломоносовском проспекте («Прогресс») и Новопесчаной улице («Ленинград»)[2].
- № 31, к. 2 — Коптевский районный суд[3].

### По чётной стороне
- № 4, строение № 2 — детская поликлиника № 45;
- № 8 — здесь жил историк-архивист В. Н. Автократов[4], сейчас Академия управления МВД России;

## Озеленение
У пересечения с Ленинградским шоссе на улице расположен парк имени Воровского площадью 8,2 га. Возник парк ещё в конце XIX века при лечебнице для алкоголиков врача А. М. Коровина. Сегодня парк имени Воровского является ценным объектом культурного наследия регионального значения.

## Транспорт
- Трамвай № 23, 27, 30 на большей части протяжения улицы, № 31 на протяжении 40 метров.
- Автобус № 114, 204, 282, 591, 780.

## Строительство
Северо-Западная хорда — автомобильная дорога в Москве. Строится вместо Четвертого транспортного кольца, от которого было решено отказаться в силу его крайней дороговизны.
Северо-Западная хорда насчитывает в себе 5 участков, которые проектируются и строятся отдельно друг от друга.
В рамках строительства 2 участка Северо-Западной хорды предполагается реконструкция Большой Академической улицы. Будет построена эстакада на пересечении Большой Академической улицы с улицей Зои и Александра Космодемьянских (под эстакадой расположится парковка на 113 автомобилей).

## Фотогалерея
|  |